# Cirrhilabrus katherinae
Cirrhilabrus katherinae (Randall, 1992) è un pesce d'acqua salata appartenente alla famiglia Labridae.

## Distribuzione
Proviene dalle barriere coralline dell'oceano Pacifico, in particolare dal Giappone, dalle Isole Marianne e dalle Isole Izu. Nuota a profondità che variano dai 10 ai 40 m, raramente si trova nelle lagune.

## Descrizione
Presenta un corpo compresso lateralmente, allungato e nono particolarmente alto, con la testa dal profilo abbastanza appuntito. Solitamente non supera i 7 cm. Le pinne pelviche sono trasparenti, molto allungate nei maschi; la pinna caudale ha il margine arrotondato.
La livrea cambia durante la vita del pesce: i giovani sono prevalentemente arancioni, mentre i maschi adulti sono rossi o arancioni con il ventre bianco e fasce bluastre sulle pinne.

## Comportamento
Di solito nuota in banchi non particolarmente grandi.

## Conservazione
Questa specie viene classificata come "a rischio minimo" (LC) dalla lista rossa IUCN perché non è minacciata da particolari pericoli; infatti viene pescata molto raramente e non è comune negli acquari.